# El Milagro (distrito)
El Milagro é um distrito peruano localizado na Província de Utcubamba, departamento Amazonas. Sua capital é a cidade de El Milagro.

## Transporte
O distrito de El Milagro é servido pela seguinte rodovia:
- PE-5NC, que liga o distrito de Manseriche (Região de Loreto) ao distrito de Jaén (Região de Cajamarca)
- PE-5N, que liga o distrito de Chanchamayo (Região de Junín) à Ponte Integración (Fronteira Equador-Peru) - e a rodovia equatoriana E682 - no distrito de Namballe (Região de Cajamarca)